# Юхан-скиталец
«Юхан-скиталец» (норв. Yohan – Barnevandrer) — норвежский детский драматический фильм 2010 года, основанный на реальных событиях детского бродяжничества в Норвегии в конце XIX века.

## Сюжет
Норвегия, самый конец XIX века. Бедная семья пытается выжить, глава семейства отправляется в Америку, чтобы заработать там. У 10-летнего Юхана есть мысли, как поправить материальное положение своей семьи, но мечтам не суждено сбыться: его мстительный и ревнивый старший брат тайком от родителей подписывает контракт, по которому Юхан теперь будет трудиться за гроши на далёкой ферме.
Юхан отправляется пешком в долгий путь, наполненный одиночеством и опасностями. По дороге он встречает таких же бродяг, как и он, 8-летнюю Анну и её младшего брата, других детей. Их предводителем становится подросток Аслак.
Наконец Юхан добирается до нужного места. Теперь на этой ферме он будет пастухом, оберегающим скот хозяина от волков и медведей.

## В ролях
| Актёр                                   | Персонаж                    |                         |                         |
| Нью-Йорк, США, 1986 год                 | Нью-Йорк, США, 1986 год     | Нью-Йорк, США, 1986 год | Нью-Йорк, США, 1986 год |
| --------------------------------------- | --------------------------- | ----------------------- | ----------------------- |
| Крис Кристофферсон                      | Юхан Аамот в старости       |                         |                         |
| Рэнс Ховард                             | Кнут Аамот в старости       |                         |                         |
| Марти Терри                             | Анна в старости             |                         |                         |
| Робин Педерсен Дэниэл                   | Джон Аамот                  |                         |                         |
| Лаура Роббинс                           | Луиза Аамот                 |                         |                         |
| Томас Фрэнсис Уилсон                    | Кевин                       |                         |                         |
| Кари Клейв                              | Марита Симмонс              |                         |                         |
| Бриджитт Соренсен                       | Лиза, старшая сестра Мариты |                         |                         |
| Исак Берг                               | сын Мариты                  |                         |                         |
| Эмма Грэйс Фюхлер                       | дочь Мариты                 |                         |                         |
| Сенед Исак                              | Джонатан                    |                         |                         |
| Лейф Хиннеклейв                         | Ларри                       |                         |                         |
| Карола Хеггквист                        | Камео                       |                         |                         |
| Губерния Вест-Агдер, Норвегия, 1896 год |                             |                         |                         |
| Робин Педерсен Дэниэл                   | Юхан Аамот в детстве        |                         |                         |
| Деннис Стурхёй                          | Йоханесс Аамот, отец Юхана  |                         |                         |
| Агнет Хааланд                           | Марта Аамот, мать Юхана     |                         |                         |
| Бенджамин Тофт                          | Кнут Аамот                  |                         |                         |
| Томас Тофт                              | Тор Аамот                   |                         |                         |
| Николай Наглестад                       | Фредерик Аамот              |                         |                         |
| Йеспер Юханнессен                       | Арне Аамот                  |                         |                         |
| Матильда Берг                           | Анна в детстве              |                         |                         |
| Адам Эфтеваг                            | Оле, младший брат Анны      |                         |                         |
| Геир Томассен                           | Аслак                       |                         |                         |
| Мортен Абель                            | Учитель                     |                         |                         |
| Александр Рыбак                         | Леви                        |                         |                         |
| Мортен Харкет                           | Юсуфф, отчим Леви           |                         |                         |
| Айлар Ли                                | Лексия, мачеха Леви         |                         |                         |
| Алехандро Фуэнтес                       | перевозчик                  |                         |                         |
| Йорген Лангхелле                        | Номе                        |                         |                         |
| Йенс Оле Юствик                         | Преподобный                 |                         |                         |

## Факты
- Фильм был снят на норвежском и английском (название в международном прокате — Yohan: The Child Wanderer) языках, планируется к показу в 30 странах[4].
- Лента является самым дорогим детским фильмом, когда либо снятым в Норвегии: при бюджете в 41 миллион крон было задействовано около ста главных и второстепенных персонажей, около пятисот эпизодических, около двухсот животных.
- Бо́льшая часть съёмок прошла в Норвегии, но некоторые моменты и эпизоды снимались в США, в Калифорнии[5].
- Работа над фильмом началась задолго до его выхода на экраны: в 1990 году со сбора исторических фактов о детском бродяжничестве в Норвегии на рубеже XIX и XX веков. В 1991 году удалось найти и проинтервьюировать двоих людей, знавших, что это такое не понаслышке. Им было 99 и 100 лет на момент интервью[6].